# Gingoismo

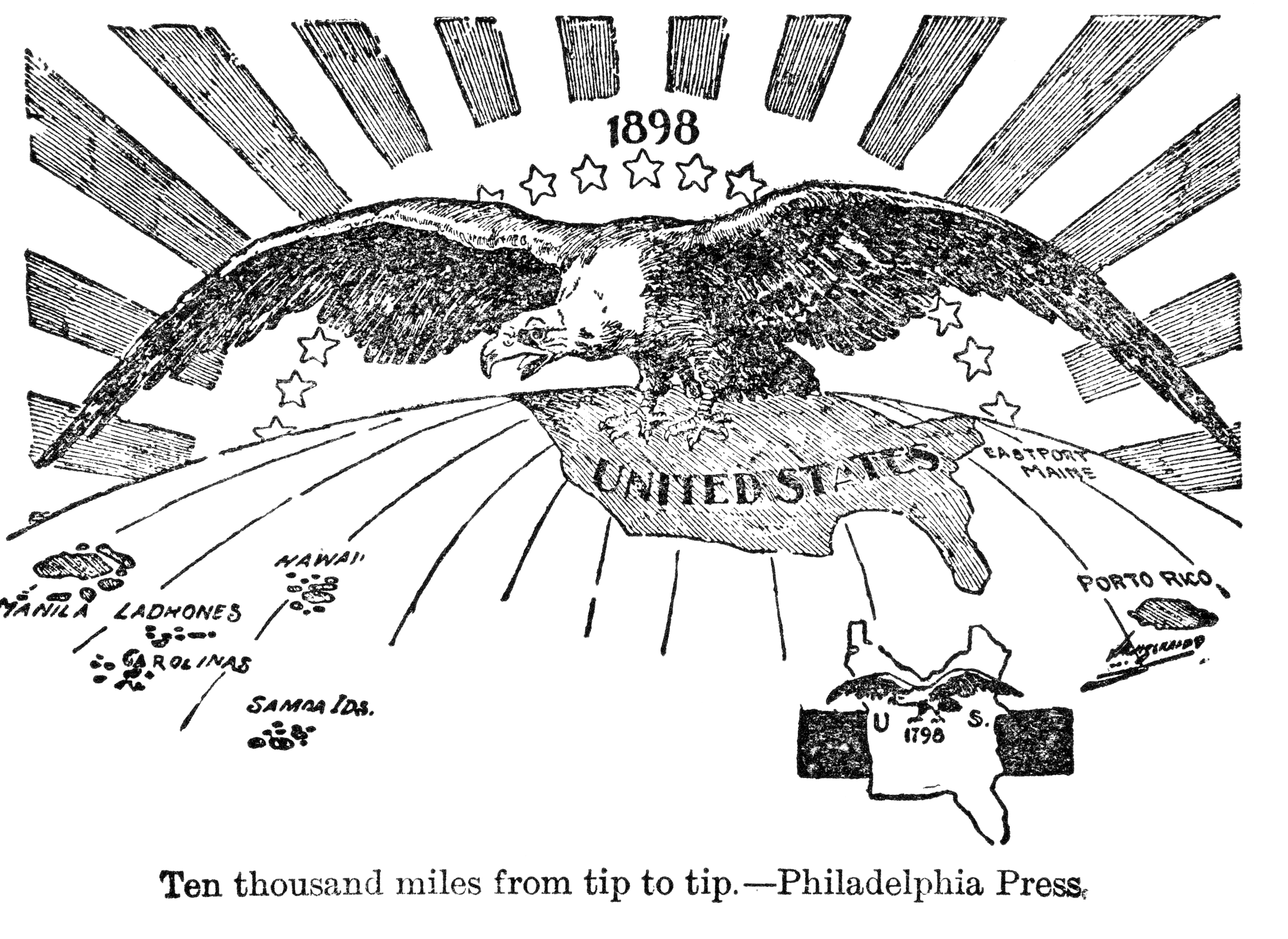
Il Ten Thousand Miles From Tip to Tip, manifesto politico statunitense datato 1898

Gingoismo o jingoismo (in lingua inglese jingoism) è una corrente sciovinista formatasi negli Stati Uniti d'America durante il XIX secolo.
L'Oxford English Dictionary lo definisce come "patriottismo estremista sotto forma di violenta politica estera".
Il gingoismo poneva la salvaguardia degli interessi della nazione e l'identità nazionale del paese come priorità vitali; veniva quindi adottata una politica estera molto aggressiva, connessa d'altra parte a una tendenza all'isolazionismo.

## Storia
I movimenti iniziali che lo propugnavano si rifacevano all'atteggiamento dell'Impero britannico riguardo alla situazione russo-turca.
Come il nazionalismo, questo movimento affermava la superiorità storica, umana e culturale della patria in confronto ad ogni altro paese. Il termine è in seguito caduto in disuso, ma talvolta è associato come forma dispregiativa dello sciovinismo, soprattutto nella cultura anglo-americana.
Nel 1898, questo sciovinismo belligerante giocò un ruolo fondamentale per l'avvento della guerra ispano-americana.
Il movimento è caduto all'alba del XX secolo, per essere rimpiazzato da un forte patriottismo e dal nazionalismo bianco.

## Etimologia
Il termine deriva da una canzone composta da G. W. Hunt e interpretata da Gilbert Hastings MacDermott nei pub londinesi, nel periodo della guerra russo-turca. La canzone, perorando la causa britannica, recitava in un punto:
(Dal ritornello della MacDermott's War Song)
 L'espressione by jingo è un antico minced oath (letteralmente "bestemmia tritata"), usato per evitare di dire by Jesus ("per Gesù").

## Uso nel mondo politico e culturale
La prima personalità politica a far uso del termine è stato il secolarista George Holyoake, cui il 13 marzo 1878 inviò una lettera al News Chronicle titolata By Jingo.
L'allora presidente degli Stati Uniti d'America Theodore Roosevelt è stato spesso accusato di gingoismo. A risposta delle accuse, il politico inviò una lettera al New York Times l'8 ottobre 1895 dichiarando che "il gingoismo e lo sciovinismo sono concetti fondamentali per tenere salda la virtù degli americani e questi elementi aiuteranno il nostro popolo ad essere rispettato dalle potenze straniere, sì! Io sono gingoista".
Per recensire il film Rambo 2, lo scrittore David Morrell ha definito l'aitante protagonista come il tipico modello gingoista.